# کیث هانتر جسپرسون
کیث هانتر جسپرسون (به انگلیسی: Keith Hunter Jesperson؛ زادهٔ ۶ آوریل ۱۹۵۵) یک قاتل زنجیره‌ای کانادایی-آمریکایی است که در اوایل دهه ۱۹۹۰ دست‌کم هشت زن را در ایالات متحده به قتل رساند. او به نام «قاتل چهره‌خندان» شناخته می‌شد زیرا روی نامه‌های متعدد خود به رسانه‌ها و مقامات شکلک لبخند (smiley face) می‌کشید. بسیاری از قربانیان جسپرسون کارگران جنسی و افراد بی‌خانمان بودند که هیچ ارتباطی با او نداشتند. خفه کردن روش ترجیحی او برای قتل بود؛ همان روشی که در کودکی اغلب برای کشتن حیوانات استفاده می‌کرد.
پس از پیدا شدن جسد نخستین قربانی جسپرسون، تانجا بنت، توجه رسانه‌ها به لاورن پاولیناک جلب شد؛ زنی که با کمک دوست‌پسر بدرفتارش، جان سوسنوفسکه، به‌طور دروغین به قتل بنت اعتراف کرد. جسپرسون که از بی‌توجهی رسانه‌ها ناراحت بود، یک چهره‌خندان روی دیوار یک دستشویی صدها مایل دورتر از محل قتل بنت کشید و نامه‌ای ناشناس نوشت و در آن به قتل اعتراف کرد و مدارکی نیز ارائه داد. وقتی این اقدام واکنشی به دنبال نداشت، او شروع به نوشتن نامه‌هایی به رسانه‌ها و مقامات کرد.
آخرین قتل جسپرسون همان جنایتی بود که سرانجام به دستگیری او انجامید. در حالی که او مدعی شده تا ۱۶۰ نفر را کشته است، تنها هشت مورد قتل او تأیید شده‌اند. جسپرسون در حال حاضر محکوم به حبس ابد بدون آزادی مشروط در زندان ایالتی اورگن است.
دختر جسپرسون، ملیسا، در سال ۲۰۰۹ یادداشتی به نام «سکوت شکسته» نوشت که دربارهٔ رشد در کنار یک قاتل زنجیره‌ای به عنوان پدرش بود. در سال ۲۰۱۸، او کتاب خود را به یک پادکست به نام چهره‌خندان: خانواده‌ای از هیولاها تبدیل کرد که اساس یک سریال تلویزیونی با بازی دنیس کواید در نقش جسپرسون شد.

## اوایل زندگی
کیت جسپرسون در ۶ آوریل ۱۹۵۵ در چیلیواک، بریتیش کلمبیا، کانادا به دنیا آمد. او فرزند وسطی از پنج فرزند خانواده بود، با دو برادر و دو خواهر. پدرش، لسلی «لس» ساموئل، یک الکلی سلطه‌جو بود؛ طبق گفته‌های جسپرسون، پدربزرگ پدری‌اش تمایل به خشونت داشت. پدر جسپرسون ادعای آزاردهنده بودن را رد کرد؛ با این حال، سایر اعضای خانواده ادعاهای سوءاستفاده را به نویسنده جک اولسن تأیید کردند.
جسپرسون سیاه‌گوسفند خانواده‌اش بود و توسط سایر کودکان به خاطر جثه بزرگش مورد تمسخر قرار می‌گرفت. پس از نقل مکان به سلاه، واشینگتن، او در جا افتادن و پیدا کردن دوستان مشکل داشت، دوباره به دلیل جثه بزرگش. برادران جسپرسون نه کمکی به او می‌کردند و نه همدردی نشان می‌دادند؛ بلکه او را «ایگور» یا «ایگ» صدا می‌زدند، لقبی که در طول سال‌های مدرسه با او باقی ماند. به همین دلیل، جسپرسون کودکی خجالتی بود که بیشتر اوقات ترجیح می‌داد تنها بازی کند. او اغلب به دلیل بدرفتاری، گاهی به شکلی خشونت‌آمیز، دچار دردسر می‌شد و توسط پدرش به شدت تنبیه می‌شد. این شامل کتک‌زدن‌ها، گاهی با کمربند در حضور دیگران، و در یک مورد، دریافت شوک الکتریکی بود.
جسپرسون در سنین بسیار پایین - تا پنج سالگی - شروع به گرفتن و شکنجه حیوانات کرد. او از تماشای کشتن حیوانات توسط یکدیگر و همچنین احساسی که از گرفتن جان آن‌ها به دست می‌آورد لذت می‌برد. این رفتار با بزرگ‌تر شدن او ادامه یافت. جسپرسون پرندگان و حیوانات بی‌خانمان اطراف پارک تریلری که با خانواده‌اش در آن زندگی می‌کرد را به دام می‌انداخت، حیوانات را به شدت کتک می‌زد و سپس آن‌ها را خفه می‌کرد، کاری که به گفته او، پدرش از آن به او افتخار می‌کرد. در سال‌های بعد، جسپرسون گفته است که اغلب به این فکر می‌کرد که انجام چنین کاری با یک انسان چه احساسی خواهد داشت.
این تمایل در دو تلاش برای قتل بروز کرد. اولین بار زمانی بود که جسپرسون حدود ۱۰ سال داشت و با پسری به نام مارتین دوست بود. این دو اغلب با هم دچار مشکل می‌شدند، و جسپرسون ادعا می‌کرد که به خاطر کارهایی که مارتین انجام می‌داد، بارها مجازات می‌شد. این باعث شد جسپرسون به شدت به مارتین حمله کند تا زمانی که پدرش او را از آنجا کشید. او بعدها ادعا کرد که قصدش کشتن پسر بود. تقریباً یک سال بعد، جسپرسون در دریاچه‌ای شنا می‌کرد که پسری دیگر او را زیر آب نگه داشت تا زمانی که بیهوش شد. مدتی بعد، در یک استخر عمومی، جسپرسون سعی کرد پسر را غرق کند و سر او را زیر آب نگه داشت تا زمانی که یک نجات غریق او را از آنجا کشید.
جسپرسون گزارش کرد که در ۱۴ سالگی مورد تجاوز قرار گرفته است. او در سال ۱۹۷۳ از دبیرستان فارغ‌التحصیل شد، اما به دلیل اینکه پدرش باور نداشت که او می‌تواند به دانشگاه برود، به دانشگاه نرفت. اگرچه جسپرسون در دوران دبیرستان در روابط با دختران موفق نبود و هیچ‌گاه به رقص مدرسه یا پرام نرفته بود، اما پس از دبیرستان وارد یک رابطه شد. در سال ۱۹۷۵، زمانی که جسپرسون ۲۰ ساله بود، با رز هاوکه ازدواج کرد و این زوج سه فرزند داشتند: دو دختر به نام‌های ملیسا و کری، و یک پسر به نام جیسون. جسپرسون به عنوان راننده کامیون کار می‌کرد تا خانواده‌اش را تأمین کند.
چند سال بعد، هاوکه شروع به مشکوک شدن به روابط نامشروع جسپرسون کرد زمانی که زن‌های عجیب‌ و غریبی تماس می‌گرفتند. تنش‌ها در ازدواج افزایش یافت و پس از ۱۴ سال، زمانی که جسپرسون در سفر بود، هاوکه بچه‌ها و وسایلش را جمع کرد و ۲۰۰ مایل (۳۲۲ کیلومتر) رانندگی کرد تا با والدینش در اسپوکان، واشینگتن زندگی کند. جسپرسون همچنان زمانی که در شهر بود، با بچه‌هایش وقت می‌گذراند. این زوج در سال ۱۹۹۰ از هم جدا شدند.
در سن ۳۵ سالگی، با قد ۶ فوت و ۷ اینچ (۲٫۰۱ متر) و وزن حدود ۲۵۵ پوند (۱۱۶ کیلوگرم)، جسپرسون شروع به کار برای دستیابی به هدف پیوستن به پلیس سواره‌نظام سلطنتی کانادا (RCMP) کرد، اما یک آسیب که در حین تمرین دید، این تلاش را متوقف کرد. او سپس پس از نقل‌مکان به چنی، واشینگتن، دوباره به دنبال کار به عنوان راننده کامیون رفت. جسپرسون به زودی متوجه شد که این شغل به او این فرصت را می‌دهد که بدون مشکوک شدن به قتل بپردازد.

## قربانیان

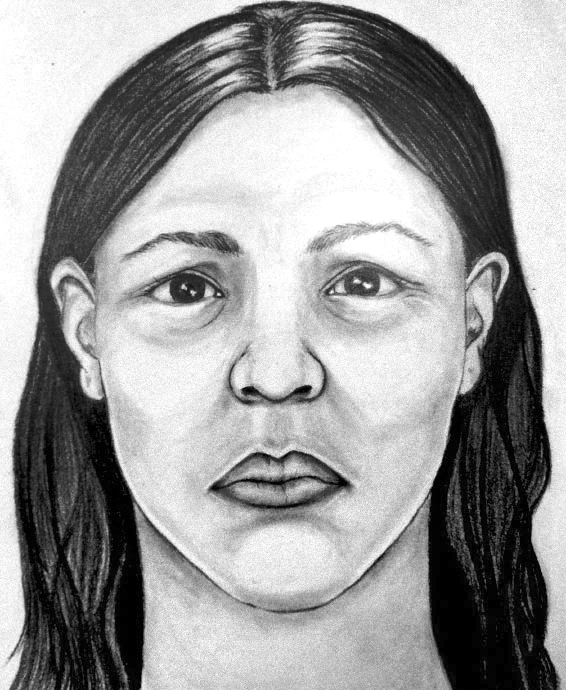
بازسازی صورت زن ناشناسی که در سال ۱۹۹۳ پیدا شد و جسپرسون گفته بود نامش «کارلا» بود. او در سال ۲۰۲۲ به عنوان پاتریشیا اسکیپل، ۴۵ ساله شناسایی شد.

اولین قربانی شناخته‌شده جسپرسون، «تانجا بنت»، در ۲۱ ژانویه ۱۹۹۰، نزدیک پورتلند، اورگن، ایالات متحده بود. او خود را در یک بار به بنت معرفی کرد و او را به خانه‌ای که اجاره کرده بود دعوت کرد. پس از درگیری با بنت، او او را با دستان خود خفه کرده و بدنش را دفن کرد.
در ۳۰ اوت ۱۹۹۲، جسد زن ناشناسی که جسپرسون او را مورد تجاوز قرار داده و خفه کرده بود، نزدیک بلایت، کالیفرنیا، ایالات متحده پیدا شد. جسپرسون نام این زن ناشناس را کلودیا می‌دهد. یک ماه بعد، در تورلاک، کالیفرنیا، جسد سینتیا لین رز کشف شد. جسپرسون ادعا می‌کند که رز یک کارگر جنسی بود که هنگام خواب او وارد کامیونش شد. چهارمین قربانی او نیز یک کارگر جنسی دیگر به نام لوری آن پنتلند از سیلم، اورگن بود که جسدش در نوامبر ۱۹۹۲ پیدا شد. طبق گفته جسپرسون، پنتلند سعی کرده بود مبلغی که برای رابطه جنسی با او دریافت کرده بود را دو برابر کند. او تهدید کرد که به پلیس زنگ می‌زند و جسپرسون او را خفه کرد.
جسپرسون قربانی بعدی خود را در ژوئن ۱۹۹۳ در سانتا نلا، کالیفرنیا کشت. او یک زن ناشناس به نام پاتریشیا اسکیپِل بود که جسپرسون ادعا کرد نامش «کارلا» یا «سندی» بود. پلیس ابتدا مرگ او را به عنوان مصرف بیش از حد دارو در نظر گرفت. در سپتامبر ۱۹۹۴، زن ناشناسی دیگر در کِرِست‌ویو، فلوریدا پیدا شد. جسپرسون قبلاً گفته بود که نام او سوزان بوده است و او در ۳ اکتبر ۲۰۲۳ به عنوان سوزان ال. کیلنبرگ شناسایی شد. هفتمین قربانی جسپرسون، آنجلا سوبریز، ۲۱ ساله بود که در ۲۷ ژانویه ۱۹۹۵ در شاین، وایومینگ کشته شد.
جسپرسون در ۳۰ مارس ۱۹۹۵ به خاطر قتل جولی وینینگام، که نزدیک واشوگال، واشینگتن کشته شده بود، دستگیر شد. او یک هفته قبل توسط پلیس بازجویی شده بود، اما پلیس هیچ دلیل قانونی برای دستگیری او نداشت زیرا او از صحبت کردن امتناع کرده بود. در روزهای بعد، جسپرسون مطمئن شد که قطعاً دستگیر خواهد شد و پس از دو تلاش برای خودکشی، خود را تسلیم کرد و امیدوار بود که این اقدام باعث کاهش مجازات او در هنگام صدور حکم شود. در حین بازداشت، جسپرسون شروع به فاش کردن جزئیات قتل‌های خود کرد و ادعاهایی از قتل‌های دیگر مطرح کرد که بیشتر آن‌ها را بعدها پس گرفت. چند روز قبل از دستگیری‌اش، او نامه‌ای به برادرش نوشت که در آن به قتل هشت نفر در طول پنج سال اعتراف کرد. این موضوع باعث شد که نهادهای پلیس در چند ایالت پرونده‌های قدیمی را بازبینی کنند که بسیاری از آن‌ها به عنوان قربانیان احتمالی جسپرسون شناسایی شدند.
اگرچه جسپرسون در یک مقطع ادعا کرد که تا ۱۶۰ قربانی داشته است، تنها هشت زنی که در ایالت‌های واشینگتن، اورگن، کالیفرنیا، فلوریدا، نبراسکا و وایومینگ کشته شده‌اند تأیید شده‌اند. او در حال حاضر سه حکم حبس ابد متوالی را در زندان ایالتی اورگن در سیلم می‌گذراند. در سپتامبر ۲۰۰۹، جسپرسون در شهرستان ریورساید، کالیفرنیا، به اتهام قتل، مورد کیفرخواست قرار گرفت؛ او در دسامبر ۲۰۰۹ به ایالت کالیفرنیا استرداد شد. او به قتل دیگری محکوم شد و در ژانویه ۲۰۱۰ حکم حبس ابد چهارم خود را دریافت کرد.

## درباه لاورن پاولیناک
اوایل تحقیقات قتل بنت، لاورن پاولیناک گزارش‌های خبری مربوط به مرگ بنت را خواند و این را فرصتی دید تا به رابطه طولانی مدت آزاردهنده‌ای که با دوست‌پسرش جان سوسنوفسکه داشت پایان دهد. پاولیناک با محققان ملاقات کرد و یک اعتراف دروغین داد، جزئیاتی که در روزنامه خوانده بود را استفاده کرد تا داستان مفصلی از اینکه چگونه سوسنوفسکه او را مجبور به کمک در تجاوز، قتل و دفع جسد بنت کرده بود، نقل کند. پاولیناک و سوسنوفسکه هر دو در ۵ مارس ۱۹۹۰ دستگیر شدند و هر دو در ۸ فوریه ۱۹۹۱ به جرم قتل محکوم شدند. برای جلوگیری از امکان مواجهه با مجازات اعدام، سوسنوفسکه اعتراف به گناه نکرد. او به حبس ابد محکوم شد در حالی که پاولیناک به حداقل ده سال حبس محکوم شد، که بسیار بیشتر از آن چیزی بود که او پیش‌بینی کرده بود. پاولیناک به زودی اعتراف کرد که تمام داستان خود را ساخته بود، اما ادعای او نادیده گرفته شد.
در ۷ ژانویه ۱۹۹۶، تقریباً پنج سال پس از محکومیتشان، پاولیناک و سوسنوفسکه از زندان آزاد شدند؛ پس از اینکه جسپرسون و وکیلش اعتراف خود را همراه با شواهد قانع‌کننده‌ای از گناهش ارائه دادند. او به پلیس‌ها مکان کیف قربانی را داده بود. این کیف در محل وقوع جرم پیدا نشده بود و مکان آن به عنوان اطلاعاتی در نظر گرفته شد که تنها قاتل می‌توانست آن را بداند.

## "قاتل چهره خندان"
پس از قتل بنت، زمانی که تمام توجه به پاولیناک و سوسنوفسکه معطوف شده بود، جسپرسون اعترافی روی دیوار دستشویی یک توقفگاه کامیون نوشت و آن را با یک چهره خوشحال (اسمایلی) امضا کرد. زمانی که این کار توجهی که او می‌خواست ایجاد نکرد، او نامه‌هایی به رسانه‌ها و دپارتمان‌های پلیس نوشت و به قتل‌هایش اعتراف کرد، از جمله نامه‌ای شش صفحه‌ای به روزنامه اورگونین که در آن جزئیات قتل‌هایش را فاش کرد. جسپرسون هر نامه را با یک چهره خوشحال امضا می‌کرد. این موضوع باعث شد فیل استنفورد، خبرنگار داستان برای اورگونین، جسپرسون را «قاتل اسمایلی» بنامد.